# Asklepios Fachklinikum Lübben
Das Asklepios Fachklinikum Lübben ist ein Fachkrankenhaus für Neurologie und Psychiatrie in der Stadt Lübben (Spreewald) im Landkreis Dahme-Spreewald in Brandenburg. Sie gehört der Gruppe Asklepios Kliniken.

## Geschichte

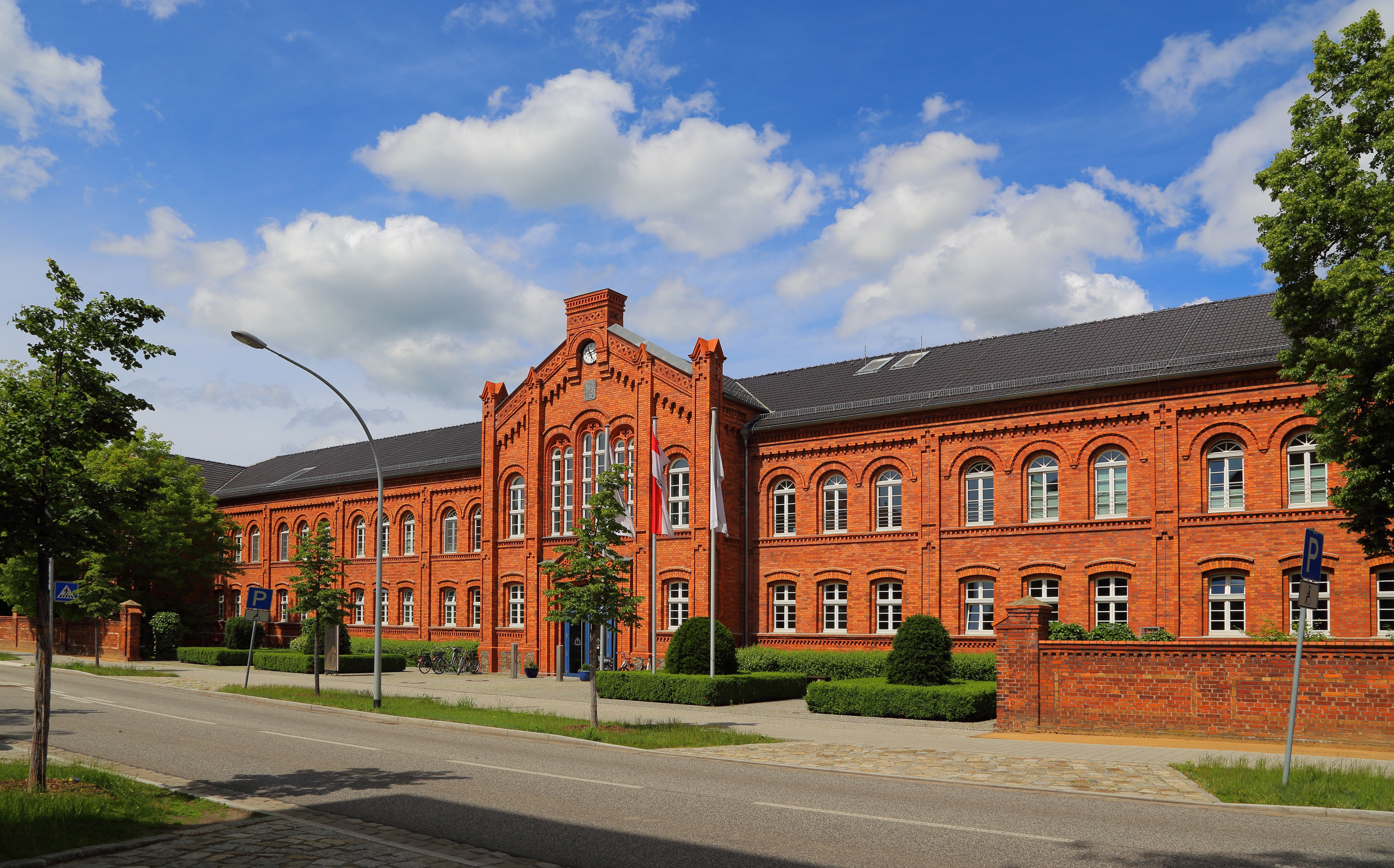
Hauptgebäude des Asklepios Fachklinikums Lübben (2014)

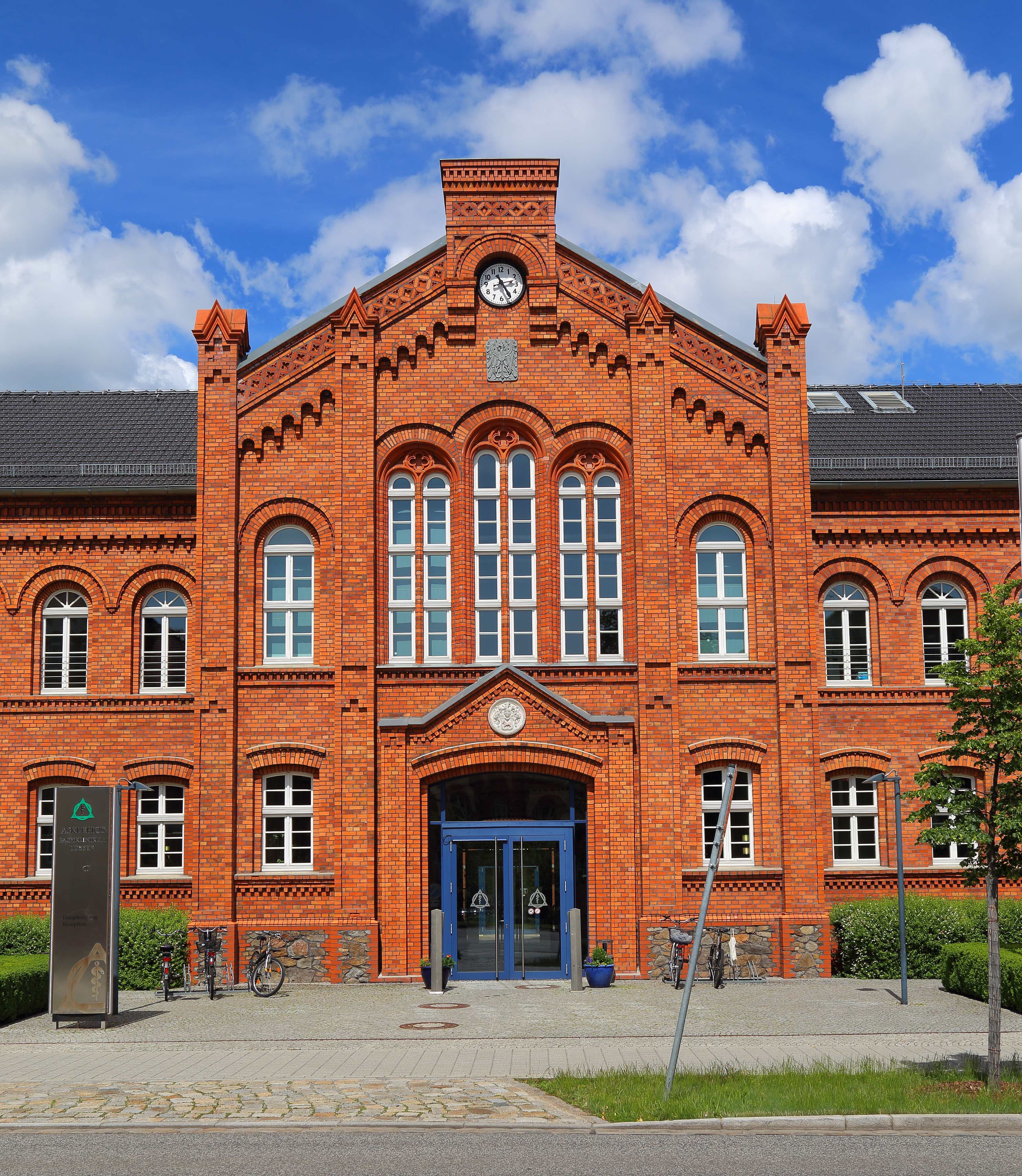
Eingangsbereich (2014)

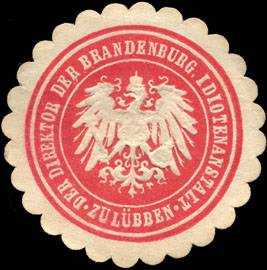
Siegelmarke der Idiotenanstalt zu Lübben

Das Haus im Stil der Neuromanik wurde in den Jahren 1872 bis 1875 auf dem Gelände des ehemaligen Wilhelmiterklosters als Landarmen- und Korrigendenanstalt durch die Stände der Niederlausitz erbaut. Ab 1891/1893 wurde das Haus in eine Heil- und Pflegeanstalt der Provinz Brandenburg umgewandelt. Die um 1900 errichteten Erweiterungsbauten wurden von Theodor Goecke geplant. 1913 wurde eine Brandenburgische Idiotenanstalt durch den Brandenburgischen Provinzialverband eröffnet.
Im Dritten Reich kam es zu Zwangssterilisierung und Euthanasie. Nach dem Zweiten Weltkrieg wurde das Haus durch sowjetisches Militär genutzt. 1962 wurde das Haus als „Nervenklinik für den Bezirk Cottbus“ neu eröffnet. 1977 erfolgte die Umbenennung in „Bezirksfachkrankenhaus für Neurologie und Psychiatrie“.
Ab 1990 stand das Klinikum als Landesklinik in der Trägerschaft des Landesamtes für Soziales und Versorgung. Asklepios übernahm das Haus im Oktober 2006. Das Objekt ist denkmalgeschützt. Unter anderem war Wolfram Kinze Ärztlicher Direktor bis 2007.

## Versorgung
Das Hauptgebäude befindet sich an der Luckauer Straße. Die Tagesklinik der Erwachsenenpsychiatrie befindet sich seit Anfang September 2012 in einer Villa in der Logenstraße 3. Eine weitere Tagesklinik für Erwachsene gibt es in Vetschau/Spreewald. Im Bereich der Kinder- und Jugendpsychiatrie gibt es Tageskliniken mit Institutsambulanz in Cottbus (Eröffnung Anfang Juni 2013) und Königs Wusterhausen. Ärztlicher Direktor ist Stefan Kropp.
Das Krankenhaus hat 200 Betten im stationären Bereich, 37 Plätze für die Tageskliniken und 34 Plätze im Fachbereich für sozialpsychiatrische Rehabilitation, die in den Krankenhausplan des Landes Brandenburg aufgenommen wurden. Das Krankenhaus verfügt über die Abteilungen Neurologie (40 Betten), Psychiatrie und Psychotherapie (100 Betten) und Kinder- und Jugendpsychiatrie und -psychotherapie (60 Betten). Behandelt werden etwa 1400 Menschen im Jahr. Mit 350 Beschäftigten zählt das Haus zu den größeren Arbeitgebern im Landkreis Dahme-Spreewald.